# Армяно-уругвайские отношения
Армяно-уругвайские отношения — двусторонние дипломатические отношения между Арменией и Уругваем. Обе страны установили дипломатические отношения в 1992 году. Армения имеет аккредитованного посла в Буэнос-Айресе (Аргентина) и почетного консула в Монтевидео. Уругвай имеет аккредитованного посла в Москве (Россия) и консульство в Ереване. Обе страны являются полноправными членами Организации Объединенных Наций и Всемирной торговой организации.

## Культура и сообщество
Отмечается значительное присутствие армянской диаспоры в Уругвае, где они имеют свои собственные культурные и религиозные учреждения, в том числе некоммерческую благотворительную организацию AGBU, основанную в Уругвае в 1939 году.
Уругвай стал первой в мире страной, признавшей и осудившей геноцид армян, ещё в 1965 году.